# Kyffhäusers voetbalkampioenschap 1926/27
In 1926/27 werd het tiende Kyffhäusers voetbalkampioenschap gespeeld, dat georganiseerd werd door de Midden-Duitse voetbalbond. VfB Eisleben werd kampioen en plaatste voor de Midden-Duitse eindronde. De club verloor meteen van Weißenfelser FV Schwarz-Gelb 1903.

## Gauliga
| Plaats | Club                          | Wed. | W  | G | V  | Saldo | Ptn.  |
| ------ | ----------------------------- | ---- | -- | - | -- | ----- | ----- |
| 1.     | VfB 1909 Eisleben             | 16   | 12 | 3 | 1  | 51:21 | 27:5  |
| 2.     | SV Wacker 1905 Nordhausen     | 16   | 11 | 0 | 5  | 47:24 | 22:10 |
| 3.     | BSC 1907 Sangerhausen         | 16   | 9  | 2 | 5  | 47:33 | 20:12 |
| 4.     | SpVgg Preußen 1905 Nordhausen | 16   | 9  | 1 | 6  | 43:32 | 19:13 |
| 5.     | VfB 1906 Sangerhausen         | 16   | 5  | 3 | 8  | 33:32 | 13:19 |
| 6.     | SpVgg 1919 Eisleben           | 16   | 6  | 1 | 9  | 31:41 | 13:19 |
| 7.     | SC Schwarzburg-Sondershausen  | 16   | 4  | 2 | 10 | 26:46 | 10:22 |
| 8.     | FC Brochthausen 20            | 16   | 5  | 0 | 11 | 22:48 | 10:22 |
| 9.     | FC 1911 Heiligenstadt         | 16   | 5  | 0 | 11 | 19:42 | 10:22 |

|  | Kampioen, geplaatst voor Midden-Duitse eindronde |
|  | Speelt volgend jaar in Gauliga Eichsfeld 1927/28 |